# 1572

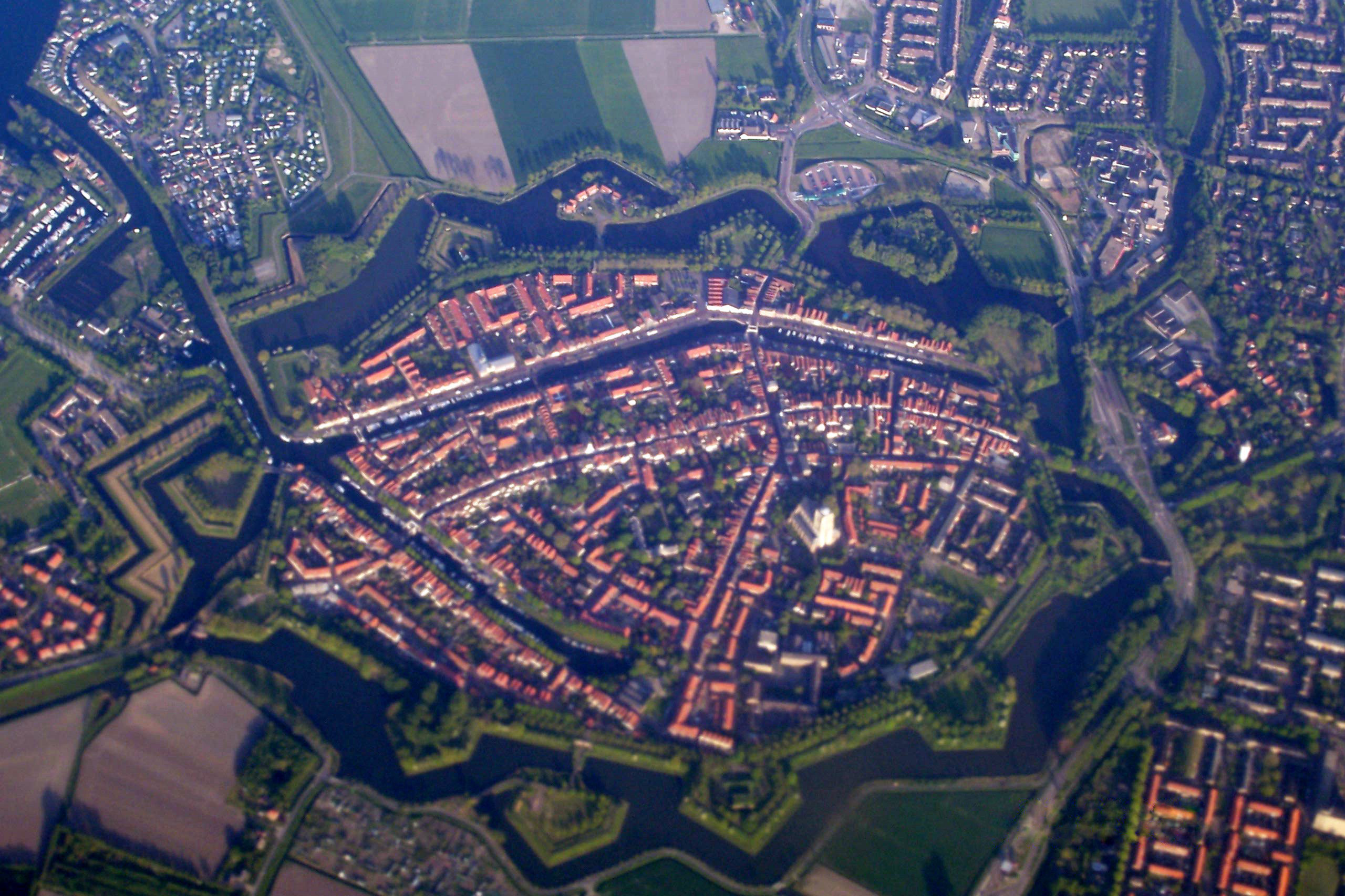
Brielle

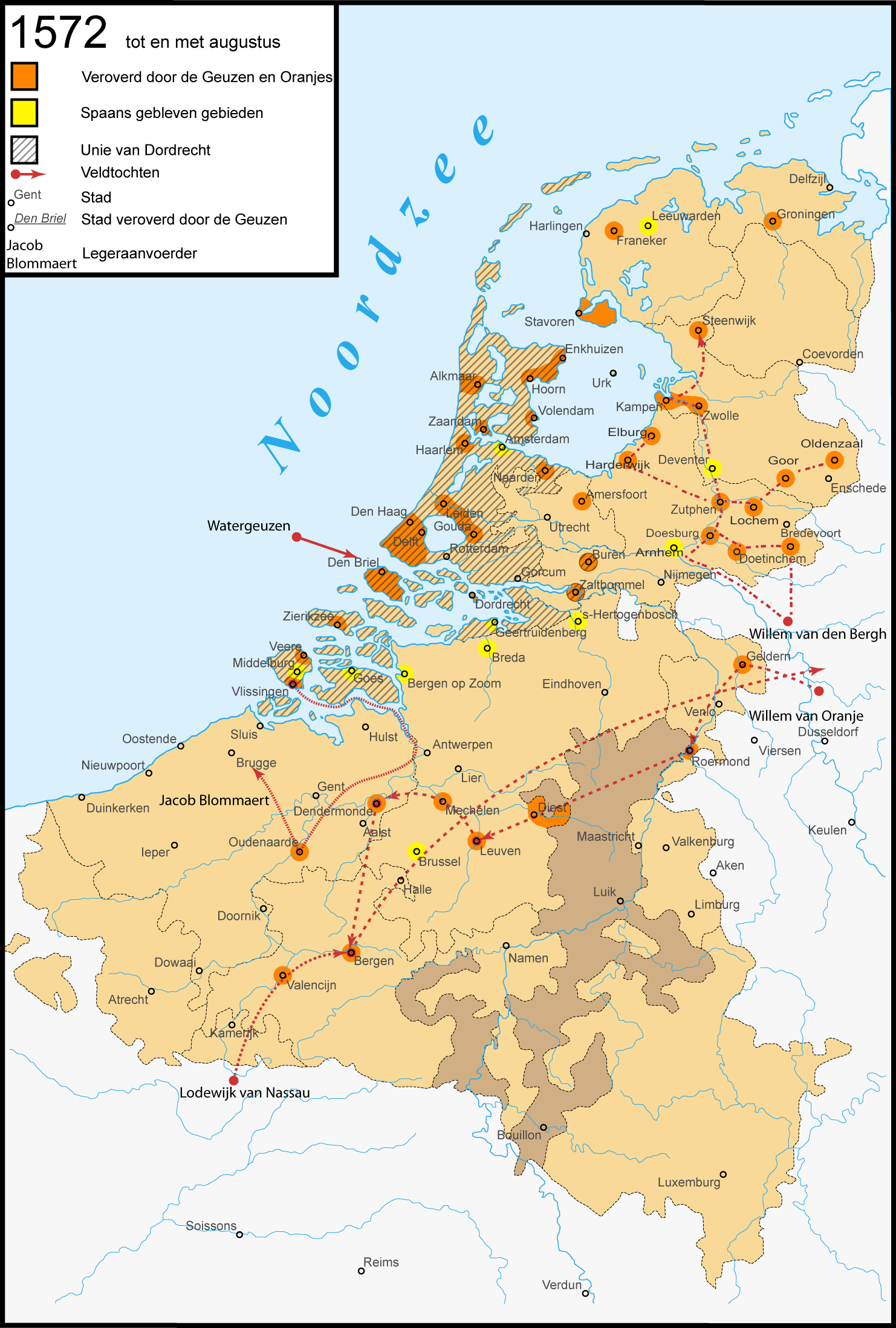
De Opstand eerste helft 1572

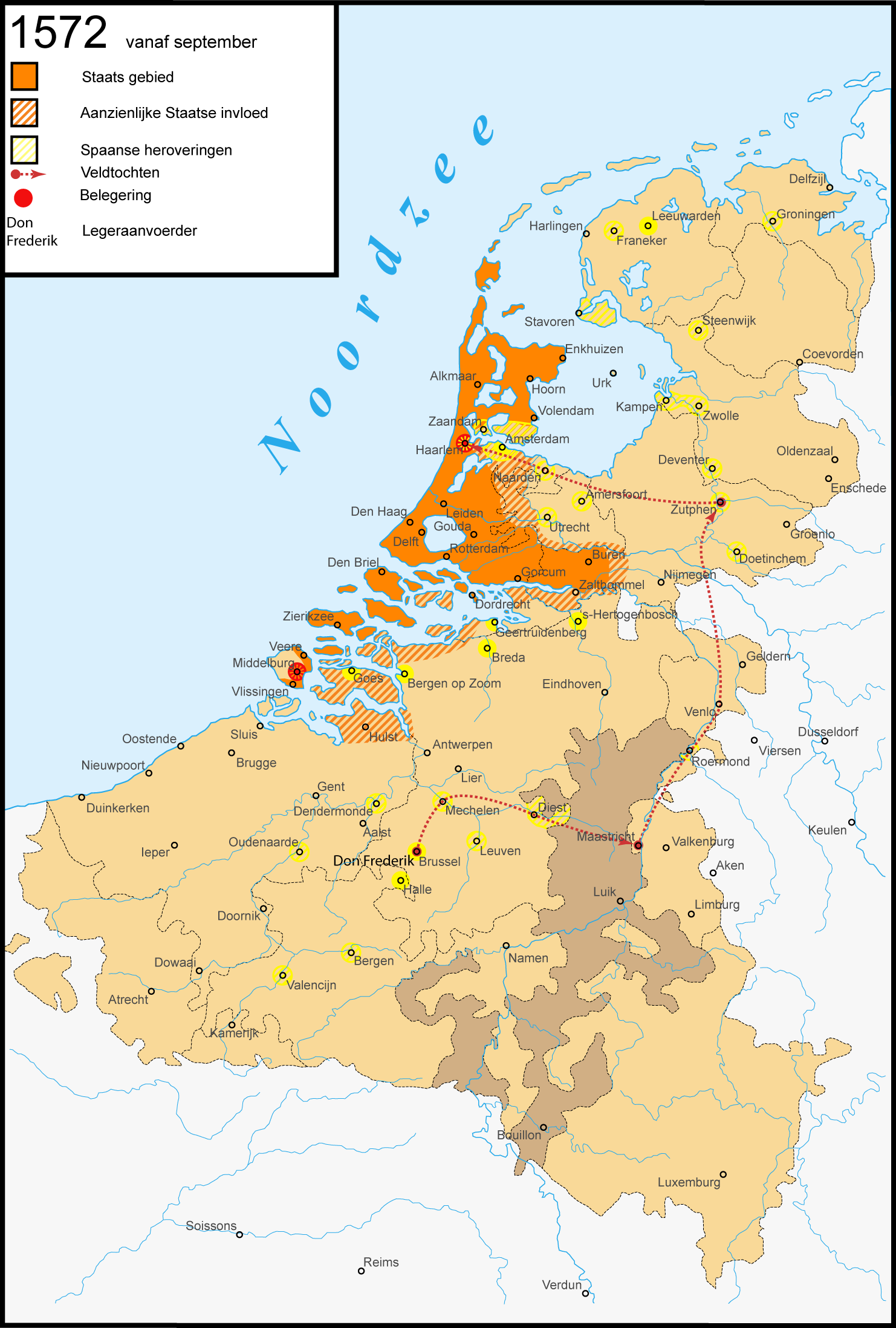
De Opstand tweede helft 1572

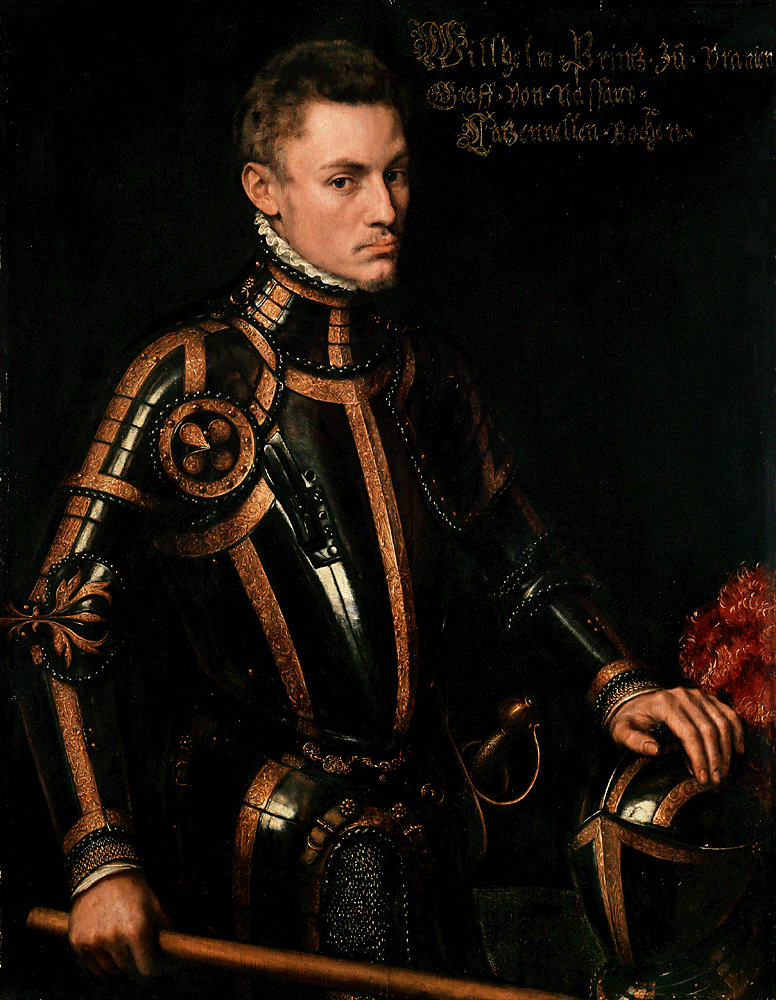
Willem van Oranje
door Anthonie Mor

Het jaar 1572 is het 72e jaar in de 16e eeuw volgens de christelijke jaartelling.

## Gebeurtenissen
maart
- 28 - In Dordrecht worden de schilder Jan Wouterzoon van Kuyk en Adriaentgen Jans van Molenaarsgraaf, beide Mennonieten, in het openbaar verbrand wegens ketterij.
- De Geuzenvloot moet, na dreiging van koning Filips II van Spanje aan koningin Elizabeth I van Engeland, de Engelse kust verlaten.

april
- 1 - Inname van Den Briel door de watergeuzen.
- 5 - Onder vijandelijk vuur hakt de stadstimmerman van Den Briel Rochus Meeuwisz de Nieuwlandse sluis open, waardoor de landerijen rondom de stad onder water komen te staan (inundatie) en de tegenaanval van Bossu kan worden afgeslagen.
- 6 - De Vlissingse bevolking komt in opstand. Het stadsbestuur en de leiding van het Spaanse garnizoen worden opgesloten, het Waalse garnizoen uit de stad verdreven. Er gaat een brief om hulp naar de Watergeuzen.
- 11 - Johanna van Albret, de koningin van Navarra, sluit in Parijs na moeizame onderhandelingen met Catharina de'Medici een huwelijksverdrag voor haar zoon Hendrik met de Franse prinses Margaretha van Valois.
- 13 - Vlissingen wordt ingenomen door geuzen onder leiding van Jacob Blommaert.
- Vanaf april het Beleg van Middelburg (1572-1574) tot 23 februari 1574.

mei
- 18 - In opdracht van Alva komt generaal Sanchio d´Avila met zijn troepen naar Arnemuiden. De stad wordt danig geplunderd en verwoest. Bij deze verovering van de plaats komen honderden burgers om.
- 21 - In Enkhuizen neemt de schutterij de macht over. Het stadje sluit zich aan bij de opstand en Diederik Sonoy vestigt er zijn hoofdkwartier.
- 23 - Lodewijk van Nassau valt vanuit Frankrijk de Nederlanden binnen en verovert Valencijn; begin van Oranjes tweede invasie.
- 24 - Lodewijk van Nassau bezet Bergen (Henegouwen) en wacht hier op de beloofde hulp van de Hugenoten.

juni
- 9 Johanna van Navarra, die tijdens de onderhandelingen in Parijs ziek is geworden, sterft daar en laat haar landje na aan haar zoon Hendrik.
- 10 - De watergeuzen onder de Zeeuwse admiraal Ewoud Pieterszoon Worst, brengen bij Blankenberghe een aantal schepen tot zinken van de Spaanse vloot onder Juan de la Cerda, die door Filips II gestuurd is om Alva af te lossen.
- 10 - Zutphen wordt bij verrassing ingenomen tijdens de Inname van Zutphen door het geuzenleger van Willem van den Bergh, kerken en kloosters worden geplunderd en vernield, geestelijken worden gemarteld, verkracht of gedood.
- 20 - Bredevoort gaat bij verdrag over in Staatse handen na het Inname van Bredevoort (1572).
- 21 - Een legertje Geuzen onder aanvoering van Adriaen van Swieten bezet Gouda.
- 23 - In Wevelgem wordt de Guldenbergabdij overvallen en de zusters vluchten in allerijl naar Kortrijk, waar ze in enkele bouwvallige huisjes in het begijnhof onderdak vinden.
- 25 - De oud-raad van Dordrecht Adriaan van Blijenburg gaat aan boord bij de belegerende Geuzen en komt met hen een geweldloze overdracht van de stad overeen.
- 25 - Vijf katholieke geestelijken uit Alkmaar worden onder Diederik Sonoy door de geuzen naar Enkhuizen gebracht en aldaar gemarteld en ter dood gebracht. Ze worden bekend als de martelaren van Alkmaar.

juli
- 9 - 19 Katholieke geestelijken afkomstig uit Gorcum tegen de zin van Willem van Oranje door geuzen in Brielle gemarteld en vermoord. Deze mensen raken bekend als de martelaren van Gorcum.
- 10 - zonsverduistering
- 19 tot 23 - Statenvergadering in Dordrecht. 12 Hollandse steden komen bijeen, en erkennen Willem van Oranje tot rechtmatig stadhouder van Holland, Zeeland en Utrecht. Zij steunen hem financieel in de strijd tegen Alva.
- 20 - Mislukte Staatse aanval op Zwolle onder leiding van Willem van den Bergh.
- 23 - Inname van Roermond; in Roermond worden 23 priesters, onder wie de secretaris van de bisschop, vermoord door troepen van Willem van Oranje. Ze worden bekend als de Martelaren van Roermond.
- 31 - Een klein geuzenlegertje onder leiding van de protestantse en prinsgezinde edelman Dirck van Haeften, heer van Gameren, weet het Spaanse garnizoen van Zaltbommel bij verrassing te overrompelen en de stad uit te drijven.

augustus
- 11 - Inname van Kampen: De stad wordt ingenomen door Willem van den Bergh.
- 14 - Zwolle zonder slag of stoot ingenomen.
- 18 - Huwelijk van Hendrik van Navarra met Margaretha van Valois, zuster van koning Karel IX van Frankrijk.
- 24 - Bartholomeusnacht: Massale moord op Franse hugenoten, beraamd door Catharina de' Medici (Parijse bloedbruiloft).
- 28 - Alva en zijn beoogd opvolger Medinaceli arriveren bij Bergen (Henegouwen) voor het beleg van die stad.
- 31 - Onder leiding van Bernard van Merode veroveren Oranjes troepen de stad Mechelen.
- augustus - Sneek, Bolsward en Franeker sluiten zich aan bij de opstand.

september
- 6 - Inname van Dendermonde: Willem van Oranje verovert Dendermonde.
- 7 - Inname van Oudenaarde: Jacob Blommaert verovert Oudenaarde.
- 12 - De Geuzen bezetten Dokkum met steun van boeren uit de omgeving, die boos zijn over de schattingen en plundertochten van de Waalse troepen.
- 15 - Waalse Furie in Dokkum, massale moord op burgers en stadsbrand bij de herovering van het stadje.
- 21 - Bergen valt weer in Spaanse handen.

oktober
- Begin Don Frederiks veldtocht: Don Frederik begint een strafcampagne tegen de opstandige steden.
- 2 - Bloedbad van Mechelen: Spaanse troepen van Don Frederik moorden de stad Mechelen uit.

november
- 11 - Tycho Brahe ontdekt een nieuwe ster in Cassiopeia (de latere Ster van Brahe) en schrijft hierover een verhandeling: De Nova Stella Anni. Hiermee bewijst hij dat de toen heersende gedachte dat de sterrenhemel onveranderlijk was, onjuist is. Er wordt een begin gemaakt met de talloze planetenwaarnemingen door Brahe waardoor Kepler ten slotte in staat is zijn befaamde wetten te vinden.
- 16 - Bloedbad van Zutphen: Spaanse troepen onder Don Frederik, de zoon van Alva, heroveren de stad. Geschiedschrijving tot in de 21e eeuw maakte melding dat hierbij honderden inwoners geëxecuteerd werden. Nader onderzoek heeft duidelijk gemaakt dat dit beeld onjuist is
- 18 - Prinsgezinde burgers van Kampen vluchten met bootjes naar Genemuiden. De ruiters van Willem van den Bergh vluchtten 's avonds de stad uit.
- 19 De graaf Willem IV van den Bergh verlaat met het voetvolk de stad Kampen. Hij vlucht naar Münster, uit lijfsbehoud. Zijn hoogzwangere vrouw moet hij onderweg achterlaten. De magistraat van Kampen en die van Zwolle gaan naar Zutphen toe, om zich bij Don Frederik, aan de Spaanse koning te onderwerpen en hem om genade te smeken.
- 23 - Het stadsbestuur van Hoorn vraagt toestemming aan Willem van Oranje om het klooster Nieuwlicht buiten de stad af te breken om te voorkomen, dat regeringstroepen het kunnen gebruiken voor een belegering van Hoorn. De toestemming komt per omgaande.

december
- 1 - Bloedbad van Naarden: na vrijwillige overgave van de stad Naarden worden 490 naar het stadhuis gelokte burgers in koelen bloede vermoord op bevel van legeraanvoerder Julian Romero. Wie niet is gekomen wordt opgehangen aan de bomen. Slechts zestig inwoners van Naarden ontspringen de dans.
- 10 - Pater Muys, prior van het Delftse Agathaklooster, wordt door Lumey en zijn Geuzen zwaar gemarteld en opgehangen.
- 11 - Don Frederik begint het beleg van Haarlem. Hij neemt zijn intrek in Huis ter Kleef in Haarlem. Hij vestigt hier het hoofdkwartier van de Spanjaarden.

datum onbekend
- Amersfoort wordt door Willem van den Bergh bezet.
- Dendermonde wordt door Spaanse troepen verwoest.
- Delft kiest de kant van de prins van Oranje. Katholieke kerken worden protestants of krijgen een andere bestemming.
- Graaf Lodewijk van Nassau benoemd tot commandant van de watergeuzen, naast Lumey.
- Het Hof van Holland blijft achter de landsheer staan, en moet uitwijken naar Utrecht.
- Michel de Montaigne begint het dicteren van zijn Essais.

## Bouwkunst

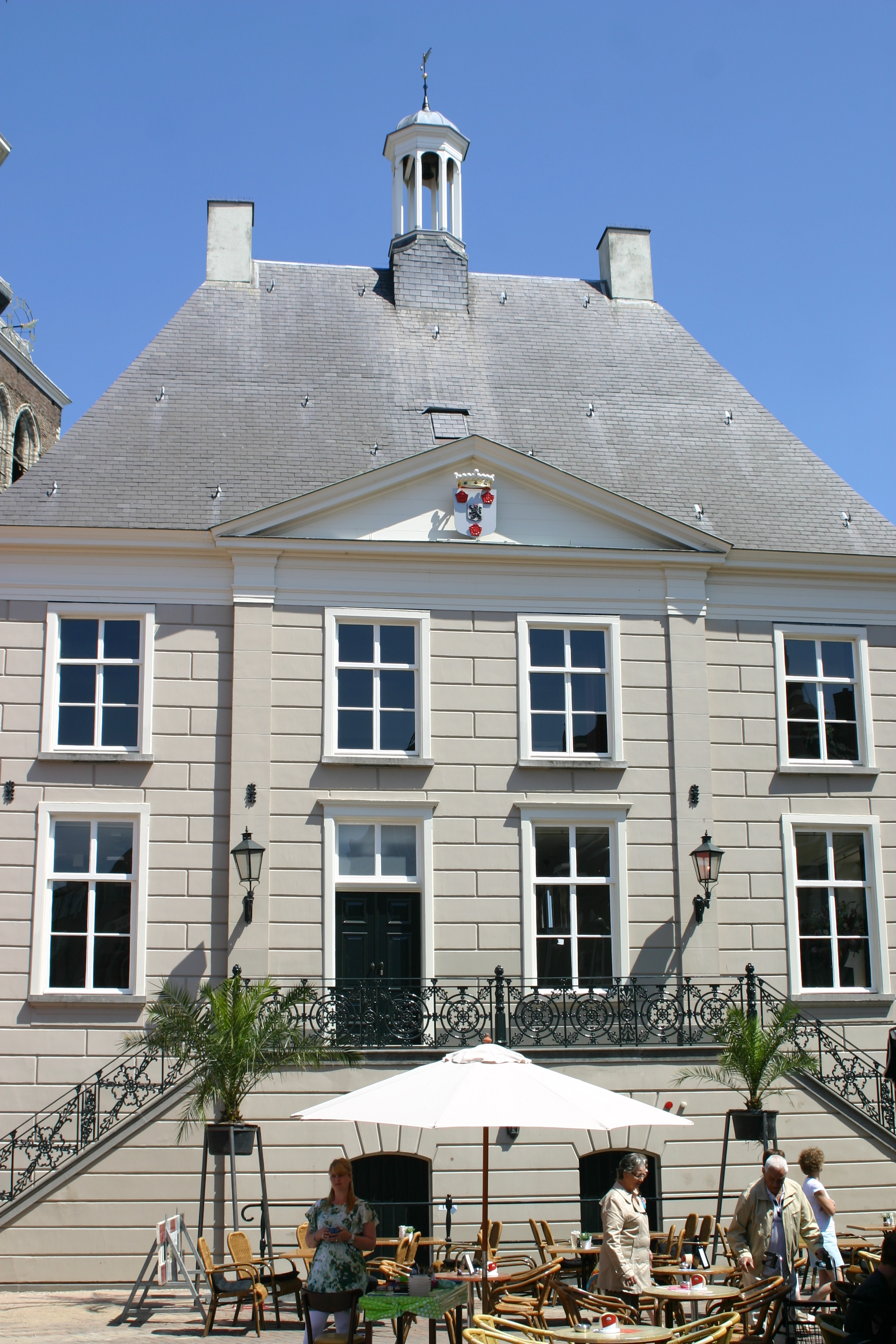
Raadhuis, Roosendaal (1572?)

## Geboren
januari
- 10 - Theodorus Velius (= Dirk Seylmaker), Nederlands arts en geschiedschrijver (overleden 1630)

september
- 27 - François van Aerssen, Nederlands diplomaat en raadspensionaris (overleden 1641)

datum onbekend
- Arend Dickmann, Nederlands-Pools zeevaarder (overleden 1627)
- Cornelius Drebbel, Nederlands technicus en uitvinder van onder andere de onderzeeboot (overleden 1633)
- Thomas Tomkins, Brits componist en organist (overleden 1656)

## Overleden
april
- 19 - Peter van Gent, Vlaams missionaris

mei
- 1 - Paus Pius V (68), paus van 1566 tot 1572

juni
- 9 - Johanna van Albret (44), als Johanna III de laatste koningin van Navarra

juli
- 9 - Nicolaas van Poppel (~40), (Zuid-)Nederlands r.k. geestelijke en heilige; een van de 19 Martelaren van Gorkum

augustus
- 2 - Aagt Jafies, Nederlands verraadster en moordenares
- 20 - Miguel López de Legazpi (70), Spaans conquistador
- 24 - admiraal Gaspard de Coligny (53), leider van de hugenoten in Frankrijk, omgebracht in de Bartholomeusnacht
- 24 of 28 - Claude Goudimel, Frans renaissancecomponist

november
- 23 - Agnolo Bronzino (69), Italiaans schilder
- 24 -John Knox, Schots kerkhervormer

datum onbekend
- Soetgen Gerrits, Rotterdams dichteres